# Ordrupgaard

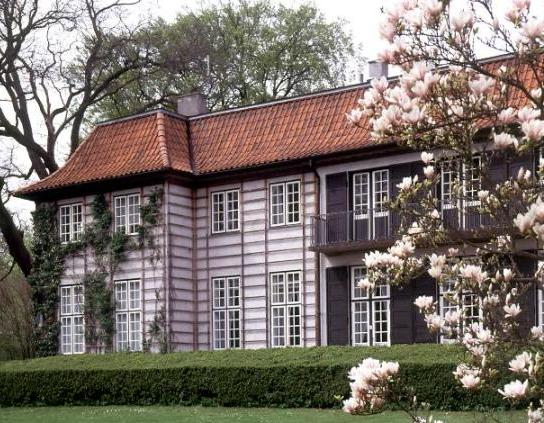
Ordrupgaards huvudbyggnad från parksidan

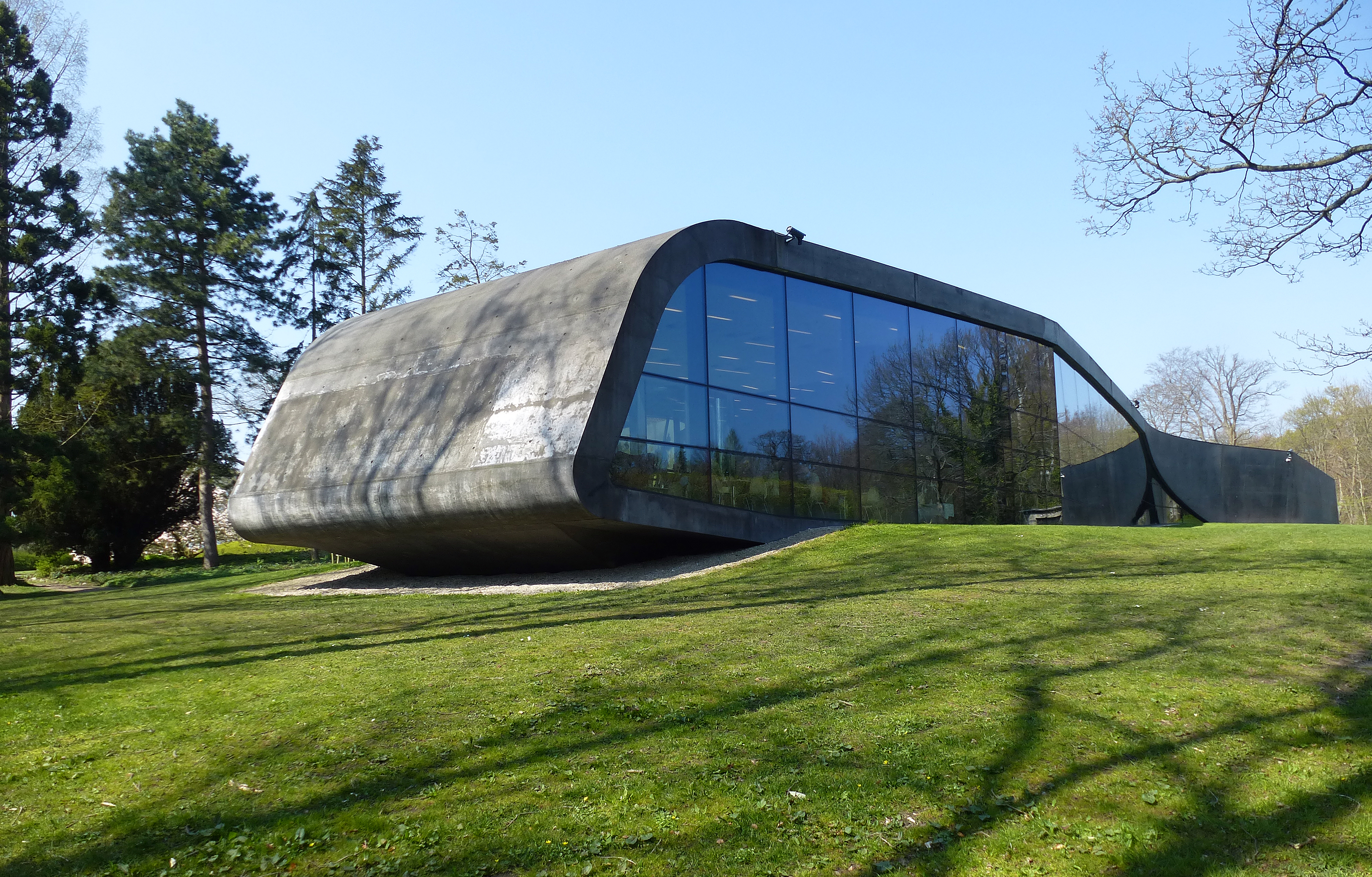
Annexet av Zaha Hadid

Ordrupgaard är ett danskt statligt konstmuseum beläget i Ordrup nära Jægersborg Dyrehave norr om Köpenhamn. Museet rymmer en betydande samling av danska och franska konstverk från 1800- och början av 1900-talet.
Ordrupgaard grundades 1916–1918 av direktören för försäkringsbolaget Hafnia, Wilhelm Hansen och hans hustru Henny Hansen (1870–1951).

## Samlingarna
Mellan 1892 och 1916 grundlade Wilhelm Hansen sin samling dansk konst från 1800- och början av 1900-talet. Den danska guldåldern är rikt representerad av verk av bland andra C. W. Eckersberg, Christen Købke, J. Th. Lundbye, P. C. Skovgaard och Wilhelm Marstrand. Huvuddelen av samlingen vittnar dock om Wilhelm Hansens intresse för samtida konst, med verk av konstnärer som L.A. Ring, Vilhelm Hammershøi och Theodor Philipsen, vid sidan av Fynbomålarna Johannes Larsen, Fritz Syberg och barndomsvännen Peter Hansen.
Under första världskriget koncentrerade sig Wilhelm Hansen på fransk konst. Från 1916 till 1918 köpte han således franska målningar, pasteller, teckningar och skulpturer. Wilhelm Hansen önskade att sprida kännedom om fransk 1800-talskonst i Danmark och hans första inköp var målningar av Alfred Sisley, Camille Pissarro, Claude Monet och Auguste Renoir. Hans fokus låg på fransk impressionism, men omfattade även perspektivgivande nedslag i perioderna omedelbart före och efter. Således företräder Jean Auguste Dominique Ingres klassicismen, Eugène Delacroix romantiken, Theodore Rousseau Barbizon-skolan, Gustave Courbet realismen, Édouard Manet modernismen och Paul Gauguin symboliken på Ordupgaard.
Wilhelm Hansen fick råd om inköp av fransk konst av bland annat den franske konstkritikern Theodore Duret. Förutom dansk och fransk konst köpte Wilhelm Hansen möbler och konsthantverk. Han var särskilt intresserad av keramik, ljuskronor och möbler skapade av Thorvald Bindesbøll.

## Byggnaden och parken
Ordrupgaard byggdes ursprungligen som en herrgård i nyklassicistisk stil med tre flyglar. Galleriet, som hyser den franska samlingen, är anslutet till huvudbyggnaden via en vinterträdgård. Härutöver byggdes en vaktmästarbostad, en numera riven bostad till chauffören och ett vagnslider, idag kallat "Lavendelhuset". Ett skjul och ett litet lusthus i form av ett korsvirkeshus utgör resten av de ursprungliga byggnaderna på fastigheten.
Ordrupgaards park är anlagd i engelsk stil med en liten franskinspirerad rosenträdgård, ursprungligen utsmyckad med en keramisk fontän av Jean René Gauguin, vilken numera är placerad inomhus i vinterträdgården.
Parken på Ordrupgaard fungerade ursprungligen som både en nytto- och lustträdgård. Den omfattande odlingen och de många fruktträden försåg familjen med färsk frukt och färska grönsaker året om, medan resten av marken användes för upplevelse och kontemplation.
Längst bak i parken, där det idag ligger en äng, låg en liten sjö med en ö i mitten. Till sjön hörde en roddbåt och hit var det utsikt från lusthuset. Dessutom var små dammar anlagda runt omkring i parken, vilka senare har fyllts igen.

## Museets historia
Wilhelm och Henny Hansen köpte ett stort stycke mark av Ordrup Krat nära Jægersborg Dyrehave. Här lät de mellan 1916 och 1918 uppföra herrskapshemmet Ordrupgaard, ritat av arkitekten Gotfred Tvede (1863–1947). Vid samma tid anlades en vidsträckt park av stadens landskapsarkitekt Valdemar Fabricius Hansen (1866–1953). Ordrupgaard invigdes den 14 september 1918 med en storslagen fest och i invigningstalet tillkännagav Wilhelm Hansen att han skulle testamentera samlingen till danska staten.
1922 drabbades Wilhelm Hansen av ett omfattande ekonomiskt och personligt nederlag. Landmandsbanken, i vilken konsortiet hade tagit lån för inköp av konstverk, kollapsade. För att infria sin skuld sålde Wilhelm Hansen mer än hälften – cirka 82 verk – av sin franska samling, häribland viktiga verk av Paul Cézanne, Édouard Manet och Paul Gauguin. Dessa verk finns idag på bland annat Ny Carlsberg Glyptotek i Köpenhamn och The National Museum of Western Art i Tokyo.
Wilhelm Hansen övervann krisen och 1923–1933 kompenserade han sina förluster genom att anskaffa en rad nya, särskilt utvalda franska målningar, som fortfarande finns på Ordrupgaard.
Efter Wilhelm Hansens död 1936, bodde Henny Hansen ensam på Ordrupgaard. Vid sin död 1951 testamenterade hon, i enlighet med Wilhelm Hansens ursprungliga önskan, samlingen, huset och parken till den danska staten. År 1953 öppnade Ordrupgaard som statligt konstmuseum.
I augusti 2005 invigdes en tillbyggnad, ritad av Zaha Hadid. Den har en areal på 1.150 m² och har förbättrat klimat- och säkerhetsmässiga förhållanden så pass att Ordrupgaard nu kan husera tillfälliga utställningar på internationell nivå. Tillbyggnaden är utformad med avancerat formade betongskal, vilka är gjutna i självkompakterad betong med infärgning av svarta färgpigment.

## Finn Juhls hus
Huvudartikel: Finn Juhls hus

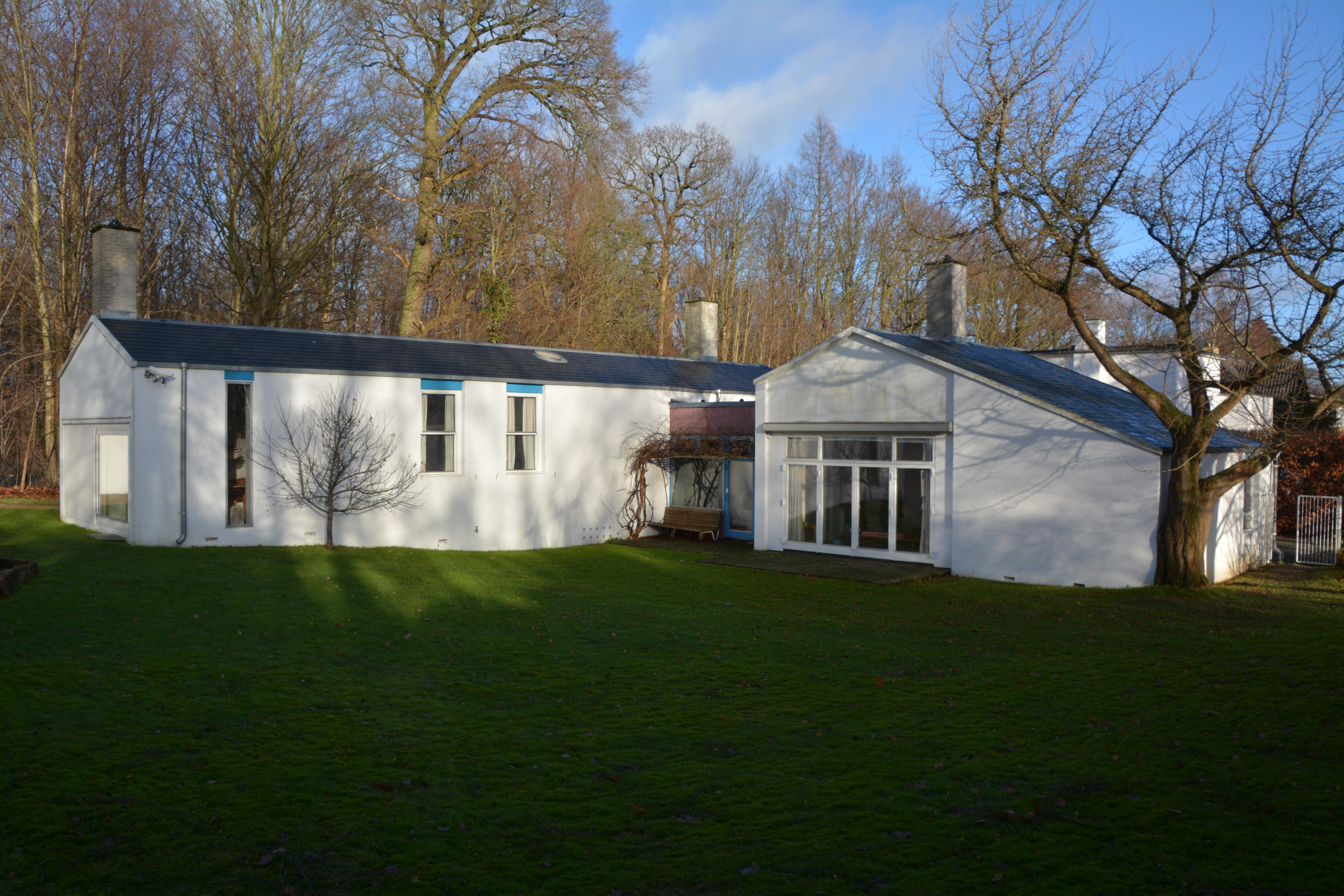
Finn Juhls hus

Åren 1941–1942 ritade och inredde möbeldesignern Finn Juhl ett eget bostadshus intill Ordrupgaard. Finn Juhls hus är ett av de första funktionalistiska enfamiljshusen i Danmark och här bodde Finn Juhl fram till sin död 1989. Finn Juhls änka Hanne Wilhelm Hansen lät huset och dess interiör stå oförändrat och i april 2008 öppnades huset, tack vare en privat donation från Birgit Lyngbye Pedersen, som museum på Ordrupgaard.